# Teofilisco de Rodas
Teofilisco de Rodas fue un comandante militar de la flota aliada contra Filipo V de Macedonia en la Batalla de Quíos. La batalla terminó en una victoria de Rodas y Pérgamo, pero Teofilisco murió en ese año de 201 a. C. por las heridas recibidas en la batalla. 